# BEST WiSHES
『BEST WiSHES』（ベスト・ウィッシーズ）は、I WiSHのベストアルバム。

## 解説
- 解散から僅か半年ほどで発売されたベストアルバム。
- 初回限定版にはDVDが付属。
- このアルバムの発売によって、I WiSHのアルバム未収録曲は「いい日旅立ち -Tribute Version-」を除きほぼ皆無となった。

## 収録曲
1. 明日への扉
1stシングル。
2. もう一度…
1stシングル「明日への扉」のカップリング曲。
3. 帰らぬ日々よ
1stシングル「明日への扉」のカップリング曲。
4. ふたつ星
2ndシングル。
5. サマーブリーズにのって
2ndシングル「ふたつ星」のカップリング曲。
6. Flower
2ndシングル「ふたつ星」のカップリング曲。
7. 約束の日
3rdシングル。
8. あなたが旅立ったあの春のにおい
3rdシングル「約束の日」のカップリング曲。
9. キミと僕
4thシングル。
10. Tomorrow
4thシングル「キミと僕」のカップリング曲。
11. Precious days
5thシングル。
12. 最後のホーム
5thシングル「Precious days」のカップリング曲。
13. 明日への扉 Orchestra version
発売時に再結成しての新録楽曲としてアナウンスされていた楽曲。